# Walther von Lüttwitz
Walther Karl Friedrich Ernst Emil svobodný pán von Lüttwitz (2. února 1859 – 20. září 1942) byl německý generál, který bojoval v první světové válce. Lüttwitz je nejlépe známý tím, že byl hybnou silou Kapp-Lüttwitzova puče z roku 1920, který se pokusil nahradit demokratickou vládu Výmarské republiky vojenskou diktaturou.

## Raný život
Lüttwitz se narodil 2. února 1859 ve městě Bodland v Horním Slezsku, tehdejší části Pruska (nyní Bogacica, Polsko). Jeho otec byl Ernst von Lüttwitz (1823–92), Oberförster ( „hlavní lesní správce“), Hauptmann (kapitán) a Deichhauptmann („dozorce hrází“). Jeho matka byla Cecile (1835-1910), dcera Heinricha hrabětě Strachwitze von Groß-Zauche und Camminetz.

## Vojenská kariéra
Lüttwitz získal vojenský výcvik v letech 1878–87 a skončil jako důstojník. Poté navštěvoval Kriegsakademie v letech 1887–90. V letech 1890 až 1912 sloužil v různých armádních velitelstvích. V roce 1912 byl Lüttwitz jmenován Oberquartiermeisterem na Großer Generalstab (německý generální štáb). Korunní princ Wilhelm ho popsal jako: "mehr Truppenführer als Armeechef, mehr Blücher als Gneisenau"  ("více vůdce mužů než velitel armády, více Blücher než Gneisenau").
Během první světové války zastával Lüttwitz několik vysokých vojenských hodností. Od 2. srpna do 26. září 1914 byl náčelníkem štábu 4. armády. Vedl 33. divizi od 26. září 1914 do 28. června 1915 a 2. gardovou pěší divizi od 29. června do 25. září. Vedl X. sbor od 22. prosince 1915 do 20. srpna 1916 a účastnil se druhé bitvy u Champagne. Dne 21. srpna 1916 se stal náčelníkem štábu 5. armády (jejíž vrchním velitelem byl princ Wilhelm) a podařilo se mu minimalizovat vojenský dopad způsobený vyčerpáním zdrojů bitvy u Verdunu.
25. listopadu 1916 byl Lüttwitz jmenován velitelem III. sboru. V březnu 1918 velel generál během německé jarní ofenzívy u Saint-Quentin/La Fère a za své činy dne 26. března 1918 obdržel k Pour le Mérite „dubové listy“. V srpnu 1918 se Lüttwitz stal generálem pěchoty.

## Poválečné období

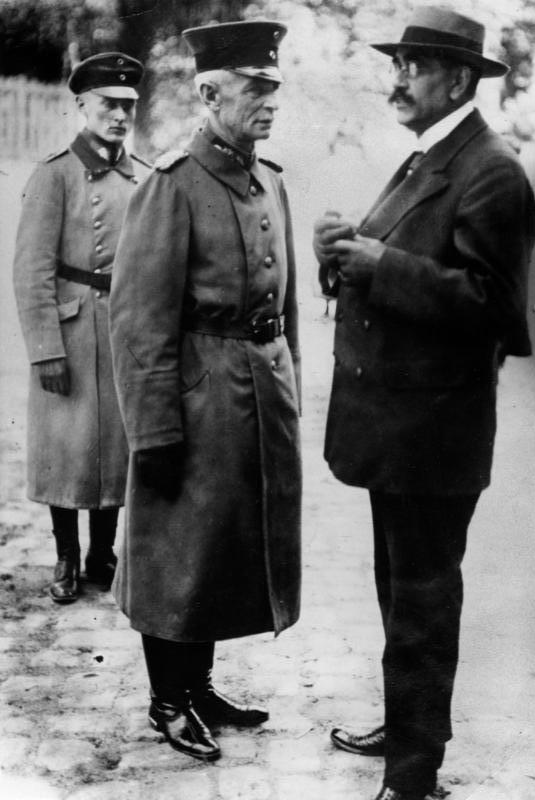
Walther von Lüttwitz (uprostřed) s Gustavem Noskem (vpravo) okolo roku 1920

Po příměří a německé revoluci v roce 1918 jej 28. prosince Rat der Volksbeauftragten, prozatímní německá vláda, jmenovala vrchním velitelem německé armády v Berlíně a okolí (Befehlshaber der Truppen in und um Berlin a Oberbefehlshaber in den Marken). Kromě toho, že velel všem pravidelným silám demobilizující císařské armády v této oblasti, měl na starosti také všechny Freikorps v oblasti. Říkalo se mu „otec Freikorps“, protože koncem roku 1918 a začátkem roku 1919 silně spoléhal na tyto polovojenské jednotky poté, co se pravidelné jednotky ukázaly jako nespolehlivé.
V této funkci řídil potlačení Spartakovského povstání Freikorpsem v lednu 1919 na příkaz ministra obrany Gustava Noskeho. V březnu 1919 byla Lüttwitzova pozice přejmenována na Oberbefehlshaber des Reichswehr-Gruppenkommandos 1. V květnu 1919 ho vláda jmenovala vrchním velitelem všech vojenských jednotek Říše pro případ nouze nebo války. Už v té době však Lüttwitz vznášel politické požadavky mimo oblast odpovědnosti vojenského velitele, jako například zakázal stávky a zrušil pojištění v nezaměstnanosti.

## Kapp–Lüttwitz Putsch
Stejně jako mnoho členů Reichswehru byl Lüttwitz otevřeným odpůrcem Versailleské smlouvy, která byla podepsána v červnu 1919. Obával se, že ustanovení smlouvy by mohla způsobit rozpad armády během období reorganizace, a smlouva se mu obzvláště nelíbila. články, které požadovaly snížení armády na 100 000 mužů, rozpuštění Freikorpsu a vydání asi 900 mužů, které Spojenci obvinili z válečných zločinů. Plánoval se těmto ustanovením smlouvy vzepřít. Již v červenci 1919 byl Lüttwitz zapojen do spiknutí s cílem svrhnout Výmarskou republiku a nahradit vládu Friedricha Eberta vojenskou diktaturou.
Dne 29. února 1920 nařídil ministr obrany Noske rozpuštění dvou nejsilnějších Freikorps, Marinebrigade Loewenfeld a Marinebrigade Ehrhardt. Velitel posledně jmenovaného Korvettenkapitän Hermann Ehrhardt prohlásil, že jednotku odmítne rozpustit. 1. března uspořádala přehlídku bez pozvání Noskeho. Lüttwitz na přehlídce řekl, že se ztrátou tak důležité jednotky „neakceptuje“. Několik Lüttwitzových důstojníků bylo zděšeno tímto otevřeným odmítnutím vládní autority a pokusili se zprostředkovat uspořádáním setkání mezi von Lüttwitzem a vůdci dvou hlavních pravicových stran. Lüttwitz naslouchal a pamatoval si jejich nápady, ale nenechal se odradit od svého postupu. Noske poté odstranil Marinebrigade z Lüttwitzova velení. Lüttwitz rozkaz ignoroval, ale souhlasil se schůzkou s prezidentem Ebertem, kterou navrhl jeho štáb.
Večer 10. března přišel Lüttwitz se svými zaměstnanci do Ebertovy kanceláře. Ebert také požádal Noskeho, aby se zúčastnil. Lüttwitz, vycházející z požadavků pravicových stran a přidal své vlastní, nyní požadoval okamžité rozpuštění Národního shromáždění, nové volby do Reichstagu, jmenování technokratů (Fachminister) tajemníky pro zahraniční věci, ekonomiku a finance, odvolání generála Walthera Reinhardta jako Chef der Heeresleitung , jeho vlastní jmenování vrchním velitelem pravidelné armády a odvolání rozkazů o rozpuštění Marinebrigaden. Ebert a Noske tyto požadavky odmítli. Noske řekl Lüttwitzovi, že očekává jeho rezignaci následující den.
Místo rezignace se Lüttwitz vydal 11. března do Döberitz a zeptal se Ehrhardta, zda by byl schopen ještě ten večer obsadit Berlín. Ehrhardt řekl, že potřebuje další den, ale ráno 13. března mohl být se svými muži v centru Berlína. Lüttwitz vydal rozkaz a Ehrhardt začal s přípravami. Teprve v tomto okamžiku Lüttwitz přivedl do spiknutí skupinu známou jako Nationale Vereinigung. Patřili mezi ně člen DNVP Wolfgang Kapp, vysloužilý generál Erich Ludendorff, stejně jako Waldemar Pabst a Traugott von Jagow, poslední berlínský šéf policie ve staré Říši. Jejich cílem bylo nastolit autoritářský režim (i když ne monarchii) s návratem k federálnímu uspořádání Říše. Lüttwitz je požádal, aby byli připraveni převzít vládu 13. března. Lüttwitz nebyl odvolán, pouze byl 11. března pozastaven z funkce.
Ráno 13. března dosáhla Marinebrigade Brandenburger Tor, kde se s ní setkali Lüttwitz, Ludendorff, Kapp a jejich následovníci. Krátce nato se pučisté přestěhovali do říšského kancléřství (Reichskanzlei). S podporou praporu pravidelného Reichswehru obsadili vládní čtvrť. Kapp se prohlásil kancléřem (Reichskanzler) a vytvořil prozatímní vládu. Lüttwitz sloužil jako velitel ozbrojených sil a ministr obrany.
Přestože puč získal podporu od vojenských velitelů a dalších konzervativních a monarchistických skupin po celé Říši, řadová byrokracie většinou odmítala spolupracovat. Generální stávka, kterou svolala legitimní vláda, odbory a strany levice, paralyzovala zemi a znemožnila Kappovi vládnout. Po vyjednávání s těmi členy legitimní vlády, kteří zůstali v Berlíně, Kapp 17. března odstoupil, ale Lüttwitz se pokusil udržet další den jako hlava vojenské diktatury. Když Lüttwitz dne 18. března nabídl svou rezignaci, vicekancléř Eugen Schiffer to přijal – což mu přiznává plné důchodové nároky. Schiffer také navrhl, aby Lüttwitz opustil zemi, dokud Národní shromáždění nerozhodne o otázce amnestie a nenabídne mu dokonce falešný pas a peníze.

## Pozdější život
Po zhroucení puče odešel Lüttwitz nejprve do Saska a teprve později do Maďarska. Použil cestovní pas poskytnutý příznivci na berlínském policejním oddělení. Lüttwitz se vrátil do Německa po amnestii v roce 1924. Vrátil se do Slezska a podporoval DNVP, ale nebyl politicky aktivní. V roce 1931 vyzval k vytvoření Harzburgerské fronty a v roce 1933 blahopřál Wilhelmu Frickovi k úspěšnému Machtergreifung (převzetí) NSDAP. Jeho kniha Im Kampf gegen die November-Republik byla vydána v roce 1934.

## Osobní život
Lüttwitz byl dvakrát ženatý. V roce 1884 se v Nimkau oženil s Louise (1864–1918), dcerou rakouského Hauptmanna Viktora hrabětě von Wengersky a Eleonore hraběnky Haller von Hallerstein. V roce 1921 se v Salcburku oženil s Adelheid (1869–1956), dcerou Johanna svobodného pána Sardagna von Meanberg und Hohenstein a Irmy von Dorner. S Louise měl Lüttwitz tři dcery a syna. Jeho syn byl Smilo svobodný pán von Lüttwitz. Jeho dcera Maria se provdala za Kurta von Hammerstein-Equord.
Lüttwitz zemřel 20. září 1942 v Breslau.